# Équipe du Nord de football

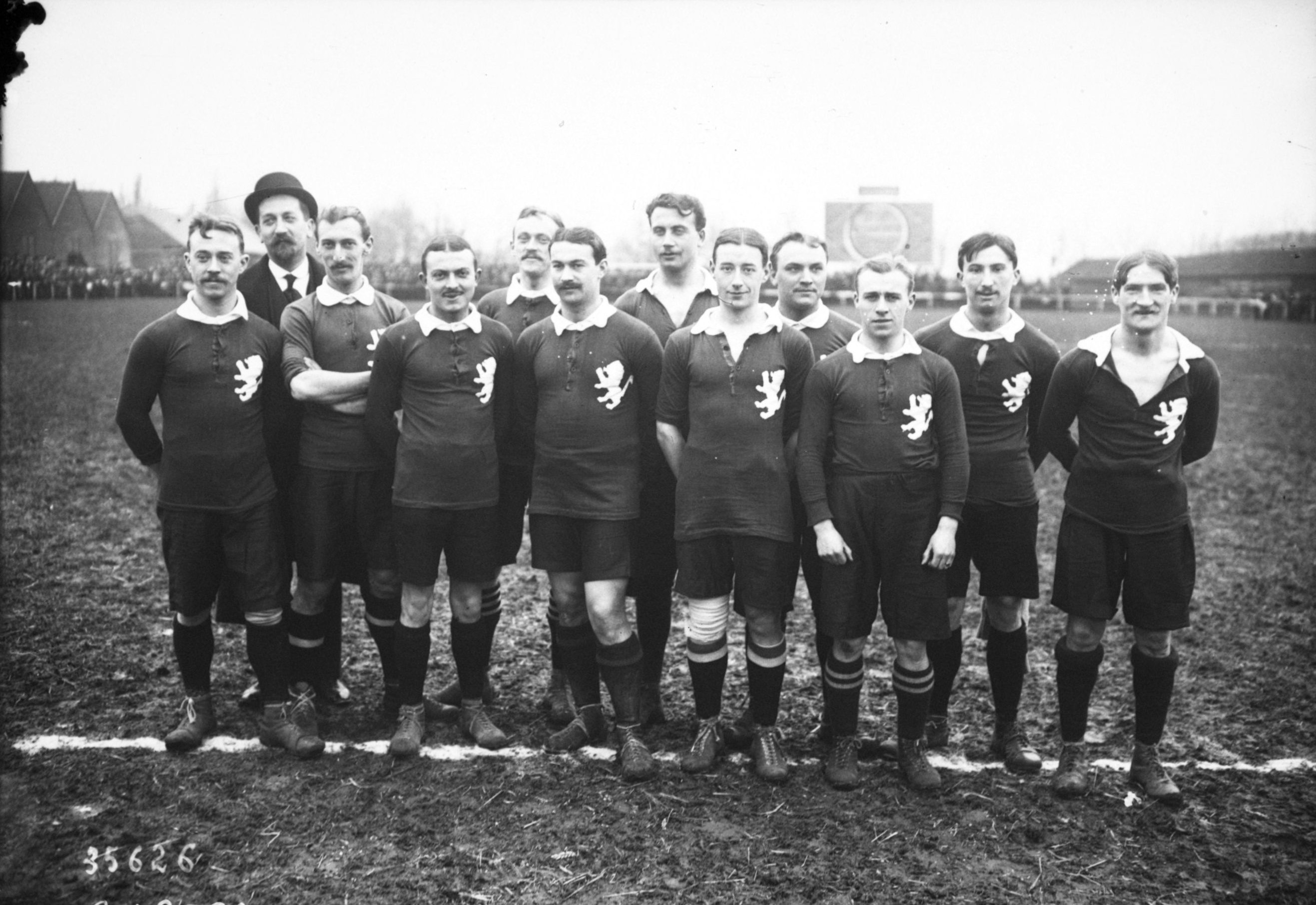
Sélection Lions des Flandres du 4 janvier 1914, avec de gauche à droite Charles Dujardin (US Tourcoing), M. Desrousseaux (sélectionneur), Henri Moigneu (US Tourcoing), Henri Lesur (US Tourcoing), Gabriel Hanot (US Tourcoing), Albert Eloy (Olympique Lillois), Alphonse Six (Olympique Lillois), Paul Chandelier (Olympique Lillois), Maurice Gravelines (Olympique Lillois), Raymond Dubly (RC Roubaix), Albert Parsys (US Tourcoing), Jean Ducret (Olympique Lillois, capitaine).

L'équipe du Nord de football, surnommée Lions des Flandres, est la sélection régionale de football représentant le Comité du Nord de l'USFSA entre 1905 et 1919 puis la Ligue du Nord de football à partir de 1919.
La sélection a surtout eu son importance avant les années 1940, servant de tremplin à une éventuelle sélection en équipe de France.

## Histoire

### De la création à la Grande guerre
À partir de 1906, des rencontres Paris-Nord sont organisées à l'initiative d'André Billy, président de Olympique lillois, avec une sélection des meilleurs joueurs du Comité du Nord de l'Union des sociétés françaises de sports athlétiques (USFSA).
En 1912, une sélection nordiste stable est créée à initiative de Henri Jooris sur les conseils de l'USFSA[pas clair] pour organiser des rencontres inter-régionales. Elle prend le nom de Lions des Flandres en l'honneur de la Flandre française. Les sélectionnés jouent dans les clubs des départements du Nord, du Pas-de-Calais et de la Somme et sont originaires du Nord-Pas-de-Calais pour la très grande majorité[réf. nécessaire], l'effectif restant étant composé de Samariens ou de Belges domiciliés dans le Nord.
Les joueurs appartiennent tous à l'élite régionale avec une bonne rémunération[pas clair] et de bonnes conditions d'entrainement leur permettant d'honorer les sélections. Les joueurs sont issus principalement des trois clubs phares de la métropole lilloise, tous champions de France : le fameux Racing Club de Roubaix, l'Union sportive tourquennoise et l'Olympique lillois. Bien que leur club fasse partie du  championnat de Picardie de l'USFSA, certains joueurs de l'Amiens Athlétic Club sont aussi sélectionnés au sein des Lions des Flandres dès la création. Les autres clubs seront le Sporting Club fivois, l'Excelsior Athlétic Club, l'Union sportive de Valenciennes-Anzin, l'US Malo-les-Bains.
Dès 1914, la sélection accède à la reconnaissance nationale grâce à sa victoire contre la sélection des meilleurs joueurs parisiens.
La Première Guerre mondiale interrompt les activités de l'équipe des Lions des Flandres et cause la mort de nombre de ses joueurs.

### Entre-deux-guerres
En 1919 est créée la Ligue du Nord de football, renommée ensuite Ligue du Nord-Pas-de-Calais de football, qui comprend alors l'ensemble des clubs du Nord, du Pas-de-Calais, et de la Somme, c'est-à-dire l'aire de sélection des Lions.
En 1927 et les années qui suivent, la sélection obtient de bons résultats. Ainsi, elle s'offre le luxe de battre le Rapid Vienne, vainqueur de la Coupe Mitropa 1930.
Dans les années 1930, les Lions des Flandres jouent contre la sélection du Sud-Est à Montpellier, l'équipe de Hongrie amateur à Tourcoing.

### Sélection amateur des Hauts-de-France
Dans le cadre de la coupe des régions de l'UEFA, une sélection du Nord-Pas-de-Calais a été créée en 1999. Les joueurs doivent avoir 19 ans révolus et ne jamais avoir signé de contrat pro, stagiaire, aspirant ou fédéral. Ils doivent aussi obligatoirement jouer à un niveau inférieur au CFA2. La sélection du Nord-Pas-de-Calais fusionne avec celle de la Picardie pour donner la sélection des Hauts-de-France en 2017. Certains joueurs professionnels sont passés par cette sélection, tels que Benjamin Boulenger, Pierrick Capelle ou Florent Stevance.

## Personnalités emblématique des Lions des Flandres

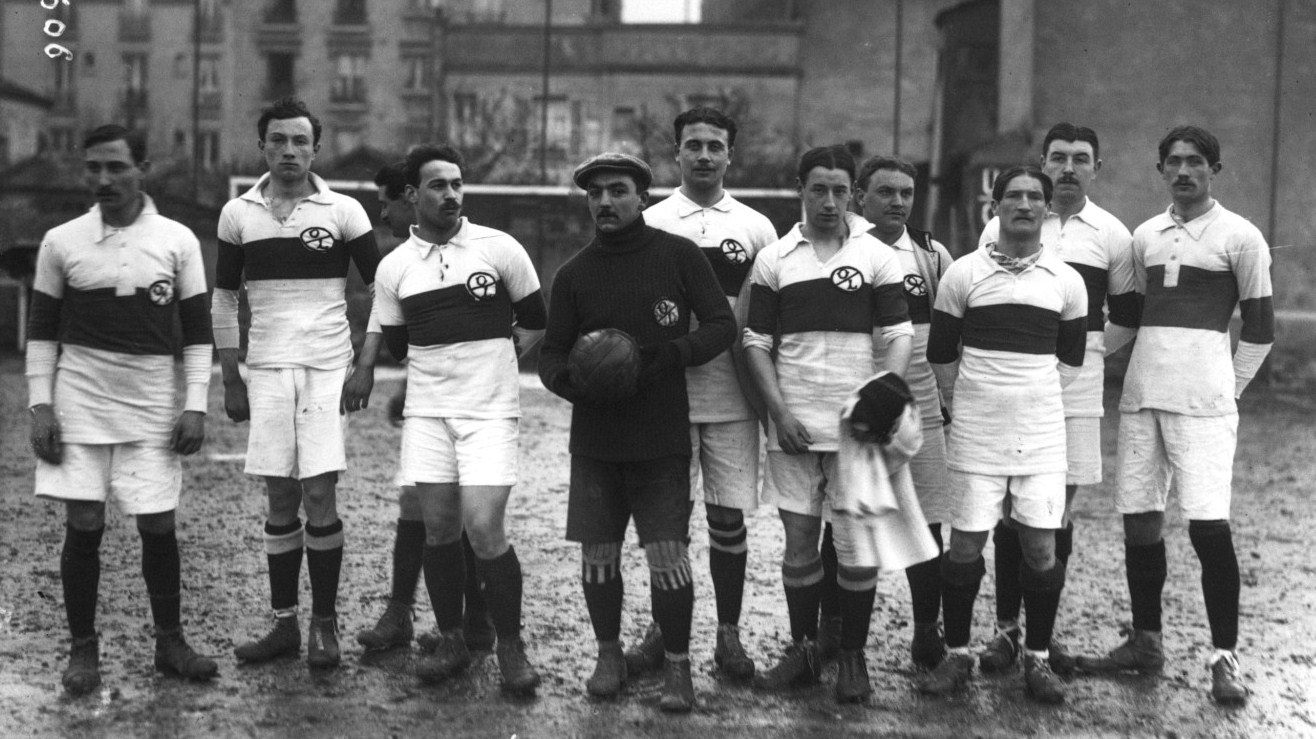
Plusieurs des grands joueurs du club sont membres de l'Olympique lillois, ici le 22 mars 1914.

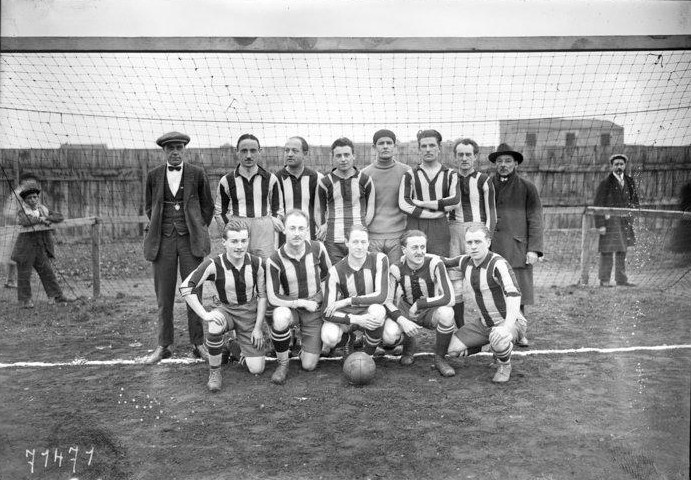
De nombreux autres viennent du RC Roubaix, ici en janvier 1922.

### Joueurs emblématiques
Les Lions des Flandres comptent dans ses rangs plusieurs joueurs importants du début du siècle, dont la majorité sont sélectionnés en équipe de France. Par poste et ordre alphabétique :
- Attaquants : Raymond Dubly, Albert Eloy, Gérard Isbecque, Henri Lesur, Ernest Libérati, Jean Sécember, Alphonse Six ;
- Milieux de terrains : François Bourbotte, Paul Chandelier, André Cheuva, Jean Ducret, Charles Dujardin, Émile Dusart, Maurice Gravelines, Noël Liétaer, Charles Montagne, Marceau Somerlinck, Georges Verriest, Raymond Wattine ;
- Défenseurs : Jules Cottenier, Jean Degouve, Gabriel Hanot, Henri Moigneu, Jules Vandooren, Urbain Wallet ;
- Gardiens de but : Robert Défossé, Albert Parsys.

Capitaines : Henri Moigneu (1914).

### Dirigeants
- Président : Léon Dubly (1914?)[8]

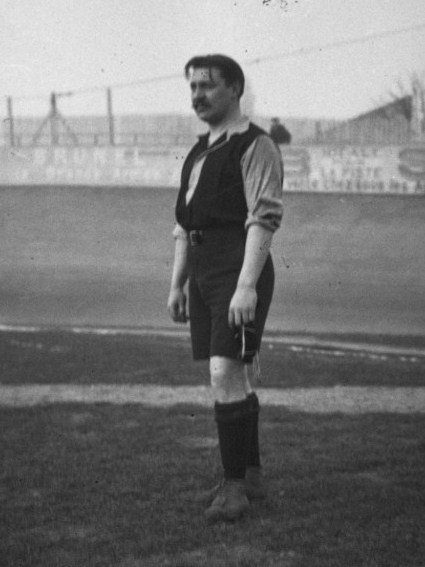
Léon Dubly, président des Lions des Flandres en 1914.

- Secrétaire : Henri Jooris (1912-1914?)[8]

## Les matchs (liste non exhaustive)
- 4 janvier 1914. Lions des Flandres 3-0 Ligue de football association, à Lille (  Henri Lesur, Alphonse Six, Raymond Dubly)[9],[8],[7]
- 11 mai 1919. Ligue de football association 4-4 Lions des Flandres, au Stade de Paris à Saint-Ouen[10],[11]